# 格倫多拉多 (明尼蘇達州)
格倫多拉多（英語：Glendorado）是位於美國明尼蘇達州本頓縣格倫多拉多鎮區的一個非建制地區。

## 地理
格倫多拉多所處的海拔為高於海平面314米（即1030英呎），而該地所採用的時區為UTC-6，即北美中部時區（CST）。同時該地設有夏令時間，為UTC-6調快一小時，即UTC-5（CDT）。